# Llista de Béns Culturals d'Interès Nacional de l'Urgell
Llista de Béns Culturals d'Interès Nacional de l'Urgell inscrits en el Registre de Béns Culturals d'Interès Nacional (BCIN) del Departament de Cultura de la Generalitat de Catalunya per a la comarca de l'Urgell. Inclou els béns immobles més rellevants del patrimoni cultural que tenen la categoria de protecció de major rang com a unitat singular, conjunt, espai o zona amb valors culturals, històrics o tècnics.
L'any 2018, l'Urgell comptava amb 41 béns culturals d'interès nacional classificats en 38 monuments històrics, 2 conjunts històrics i 1 zona arqueològica. A continuació es mostren les últimes dades disponibles ordenades per municipis.

## Patrimoni arquitectònic
| Monument                                                               | Protecció       | Estil/època                        | Localització                                              | Coordenades                                          | Codi?         | Imatge |
| ---------------------------------------------------------------------- | --------------- | ---------------------------------- | --------------------------------------------------------- | ---------------------------------------------------- | ------------- | --- |
| Església de Santa Maria d'Agramunt                                     | BCIN 1-MH-EN    | Romànic, gòtic XII-XIII            | Agramunt Pl. de l'Església                                | 41° 47′ 14″ N, 1° 05′ 57″ E / 41.787225°N,1.099219°E | RI-51-0000697 | Església de Santa Maria d'Agramunt · Vegeu més fotos d'aquest monument · Carregueu una nova foto d'aquest monument                           |
| Castell de Montclar, o Casa del Senyor                                 | BCIN 2-MH       | Renaixement XVII-XVIII             | Agramunt Montclar                                         | 41° 50′ 51″ N, 1° 02′ 31″ E / 41.847611°N,1.041973°E | RI-51-0004339 | Castell de Montclar (Agramunt) · Vegeu més fotos d'aquest monument · Carregueu una nova foto d'aquest monument                               |
| Ajuntament                                                             | BCIN 249-MH-EN  | Barroc XVIII                       | Agramunt Pl. de l'Església                                | 41° 47′ 14″ N, 1° 05′ 56″ E / 41.787088°N,1.098882°E | RI-51-0010822 | Ajuntament (Agramunt) · Vegeu més fotos d'aquest monument · Carregueu una nova foto d'aquest monument                                        |
| Pilar d'Almenara                                                       | BCIN 449-MH     | Romànic XI-XII                     | Agramunt Situat al Pilar d'Almenara                       | 41° 45′ 12″ N, 1° 04′ 01″ E / 41.753452°N,1.066962°E | RI-51-0006208 | Pilar d'Almenara (Agramunt) · Vegeu més fotos d'aquest monument · Carregueu una nova foto d'aquest monument                                  |
| Castell de la Donzell d'Urgell                                         | BCIN 450-MH     | XVI-XVII                           | Agramunt                                                  | 41° 50′ 07″ N, 1° 05′ 35″ E / 41.835178°N,1.092923°E | RI-51-0006209 | Castell de la Donzell (Agramunt) · Vegeu més fotos d'aquest monument · Carregueu una nova foto d'aquest monument                             |
| Castell d'Agramunt                                                     | BCIN 722-MH     | Medieval                           | Agramunt                                                  | 41° 47′ 14″ N, 1° 05′ 48″ E / 41.787253°N,1.096566°E | RI-51-0006207 | Castell d'Agramunt · Vegeu més fotos d'aquest monument · Carregueu una nova foto d'aquest monument                                           |
| Plaça del Mercadal                                                     | BCIN 4351-CH    | Renaixement XV                     | Agramunt Pl. del Mercadal                                 | 41° 47′ 14″ N, 1° 06′ 00″ E / 41.787269°N,1.099968°E | IPA-29665     | Plaça del Mercadal (Agramunt) · Vegeu més fotos d'aquest monument · Carregueu una nova foto d'aquest monument                                |
| Església de Sant Pau de Narbona                                        | BCIN 281-MH     | Gòtic tardà XVI                    | Anglesola Pl. de l'Església                               | 41° 39′ 32″ N, 1° 04′ 55″ E / 41.65886°N,1.08184°E   | IPA-308       | Església de Sant Pau de Narbona (Anglesola) · Vegeu més fotos d'aquest monument · Carregueu una nova foto d'aquest monument                  |
| Casa Ajuntament, Casa de la Vila                                       | BCIN 303-MH-EN  | Gòtic tardà XV-XVI, XVII           | Belianes Pl. Ajuntament                                   | 41° 33′ 42″ N, 1° 01′ 04″ E / 41.5618°N,1.01765°E    | IPA-338       | Casa Ajuntament (Belianes) · Vegeu més fotos d'aquest monument · Carregueu una nova foto d'aquest monument                                   |
| Sepulcre de Ramon Folch de Cardona, o Molí Nou                         | BCIN 66-MH      | Renaixement XVI                    | Bellpuig Interior de l'església de Sant Nicolau           | 41° 37′ 30″ N, 1° 00′ 44″ E / 41.625131°N,1.012293°E | RI-51-0000316 | Sepulcre de Ramon Folc de Cardona (Bellpuig) · Vegeu més fotos d'aquest monument · Carregueu una nova foto d'aquest monument                 |
| Convent de Sant Bartomeu                                               | BCIN 79-MH-EN   | Gòtic tardà, renaixement XVI, XX   | Bellpuig Ctra. de Belianes                                | 41° 37′ 14″ N, 1° 00′ 32″ E / 41.620456°N,1.008830°E | RI-51-0005096 | Convent de Sant Bartomeu (Bellpuig) · Vegeu més fotos d'aquest monument · Carregueu una nova foto d'aquest monument                          |
| Castell de Bellpuig                                                    | BCIN 531-MH     | Obra popular, romànic XI, XVI, XIX | Bellpuig                                                  | 41° 37′ 35″ N, 1° 00′ 39″ E / 41.626399°N,1.010941°E | RI-51-0006276 | Castell de Bellpuig · Vegeu més fotos d'aquest monument · Carregueu una nova foto d'aquest monument                                          |
| La Panera, antic graner del monestir de Poblet, la Cistella, la Garuta | BCIN 323-MH-EN  | Renaixement XVI, XX                | Castellserà C. de Santa Maria                             | 41° 44′ 50″ N, 0° 59′ 11″ E / 41.747272°N,0.986406°E | RI-51-0010571 | La Panera (Castellserà) · Vegeu més fotos d'aquest monument · Carregueu una nova foto d'aquest monument                                      |
| Creu de terme                                                          | BCIN 3936-MH    | Gòtic-renaixement XVI              | Castellserà Pl. Sitjar                                    | 41° 44′ 51″ N, 0° 59′ 09″ E / 41.747494°N,0.985871°E | IPA-29744     | Creu de terme (Castellserà) · Vegeu més fotos d'aquest monument · Carregueu una nova foto d'aquest monument                                  |
| Castell de Ciutadilla, o el Castell                                    | BCIN 330-MH     | Gòtic-renaixement Medieval, XVI    | Ciutadilla                                                | 41° 33′ 40″ N, 1° 08′ 27″ E / 41.561067°N,1.140894°E | RI-51-0006308 | Castell de Ciutadilla · Vegeu més fotos d'aquest monument · Carregueu una nova foto d'aquest monument                                        |
| Murs i portals de l'antiga Vila Closa                                  | BCIN 873-MH     | Obra popular XV                    | La Fuliola                                                | 41° 42′ 47″ N, 1° 01′ 05″ E / 41.712927°N,1.018186°E | RI-51-0006332 | Murs i portals de l'antiga Vila Closa (la Fuliola) · Vegeu més fotos d'aquest monument · Carregueu una nova foto d'aquest monument           |
| Vila de Guimerà                                                        | BCIN 126-CH     | Gòtic XII                          | Guimerà                                                   | 41° 33′ 52″ N, 1° 11′ 06″ E / 41.56451°N,1.18493°E   | RI-53-0000193 | Vila de Guimerà · Vegeu més fotos d'aquest monument · Carregueu una nova foto d'aquest monument                                              |
| Castell de Guimerà                                                     | BCIN 1184-MH    | Romànic Medieval                   | Guimerà                                                   | 41° 33′ 55″ N, 1° 11′ 10″ E / 41.565206°N,1.186113°E | RI-51-0006345 | Castell de Guimerà · Vegeu més fotos d'aquest monument · Carregueu una nova foto d'aquest monument                                           |
| Castell de Maldà                                                       | BCIN 1012-MH    | Gòtic XIII, XV, XVII               | Maldà                                                     | 41° 33′ 05″ N, 1° 02′ 16″ E / 41.551412°N,1.037892°E | RI-51-0006387 | Castell de Maldà · Vegeu més fotos d'aquest monument · Carregueu una nova foto d'aquest monument                                             |
| Castell de Nalec                                                       | BCIN 1110-MH    |                                    | Nalec                                                     | 41° 33′ 38″ N, 1° 06′ 52″ E / 41.560485°N,1.114523°E | RI-51-0006401 | Castell de Nalec · Vegeu més fotos d'aquest monument · Carregueu una nova foto d'aquest monument                                             |
| Torre Rodona, o Castell-lliuró                                         | BCIN 1158-MH    | Romànic XI                         | Ossó de Sió Pl. Castell Lliuró, Castellnou d'Ossó         | 41° 46′ 05″ N, 1° 08′ 39″ E / 41.768047°N,1.144209°E | RI-51-0006420 | Torre Rodona (Ossó de Sió) · Vegeu més fotos d'aquest monument · Carregueu una nova foto d'aquest monument                                   |
| Església parroquial de Santa Maria                                     | BCIN 4370-MH    | Gòtic, barroc XV,                  | Preixana Pl. Joan Pau II                                  | 41° 36′ 28″ N, 1° 02′ 17″ E / 41.60775°N,1.03816°E   | IPA-30929     | Església parroquial de Santa Maria (Preixana) · Vegeu més fotos d'aquest monument · Carregueu una nova foto d'aquest monument                |
| Castell de Puigverd                                                    | BCIN 1441-MH    | Barroc XVI                         | Puigverd d'Agramunt                                       | 41° 46′ 38″ N, 1° 07′ 21″ E / 41.777186°N,1.122377°E | RI-51-0006452 | Castell de Puigverd (Puigverd d'Agramunt) · Vegeu més fotos d'aquest monument · Carregueu una nova foto d'aquest monument                    |
| Església de Sant Martí de Maldà                                        | BCIN 394-MH     | Barroc XVII                        | Sant Martí de Riucorb Pl. Major, Sant Martí de Maldà      | 41° 33′ 33″ N, 1° 03′ 16″ E / 41.55924°N,1.05456°E   | IPA-457       | Església de Sant Martí de Maldà (Sant Martí de Riucorb) · Vegeu més fotos d'aquest monument · Carregueu una nova foto d'aquest monument      |
| Castell de Sant Martí                                                  | BCIN 1501-MH    |                                    | Sant Martí de Riucorb C. del Castell, Sant Martí de Maldà | 41° 33′ 39″ N, 1° 03′ 13″ E / 41.56072°N,1.05366°E   | IPA-1697      | Castell de Sant Martí (Sant Martí de Riucorb) · Vegeu més fotos d'aquest monument · Carregueu una nova foto d'aquest monument                |
| Ermita de Sant Eloi                                                    | BCIN 221-MH     | Obra popular XIII, XVIII, XIX      | Tàrrega Muntanya de Sant Eloi                             | 41° 39′ 03″ N, 1° 08′ 10″ E / 41.650896°N,1.136105°E | RI-51-0005018 | Ermita de Sant Eloi (Tàrrega) · Vegeu més fotos d'aquest monument · Carregueu una nova foto d'aquest monument                                |
| Església parroquial de Santa Maria de l'Alba                           | BCIN 403-MH     | Barroc XVII                        | Tàrrega Pl. Major de Fra Josep de la Concepció            | 41° 38′ 48″ N, 1° 08′ 21″ E / 41.646649°N,1.13922°E  | IPA-467       | Església parroquial de Santa Maria de l'Alba (Tàrrega) · Vegeu més fotos d'aquest monument · Carregueu una nova foto d'aquest monument       |
| Castell de Tàrrega                                                     | BCIN 1605-MH    | Obra popular                       | Tàrrega                                                   | 41° 38′ 44″ N, 1° 08′ 21″ E / 41.645567°N,1.139124°E | RI-51-0006496 | Castell de Tàrrega · Vegeu més fotos d'aquest monument · Carregueu una nova foto d'aquest monument                                           |
| Castell de la Figuerosa                                                | BCIN 1606-MH    | Obra popular                       | Tàrrega                                                   | 41° 41′ 52″ N, 1° 10′ 07″ E / 41.697658°N,1.168665°E | RI-51-0006497 | Castell de la Figuerosa (Tàrrega) · Vegeu més fotos d'aquest monument · Carregueu una nova foto d'aquest monument                            |
| Castell d'Altet                                                        | BCIN 1607-MH    | XVI-XVIII                          | Tàrrega Altet (desaparegut)                               | 41° 41′ 03″ N, 1° 08′ 36″ E / 41.684189°N,1.143413°E | RI-51-0006498 | Carregueu una nova foto d'aquest monument |
| Castell de Riudovelles                                                 | BCIN 1608-MH    |                                    | Tàrrega                                                   | 41° 42′ 53″ N, 1° 11′ 41″ E / 41.714585°N,1.194851°E | RI-51-0006499 | Castell de Riudovelles (Tàrrega) · Vegeu més fotos d'aquest monument · Carregueu una nova foto d'aquest monument                             |
| Castell de l'Ofegat                                                    | BCIN 1609-MH    | Romànic                            | Tàrrega                                                   | 41° 40′ 14″ N, 1° 09′ 21″ E / 41.670645°N,1.155928°E | RI-51-0006500 | Castell de l'Ofegat (Tàrrega) · Vegeu més fotos d'aquest monument · Carregueu una nova foto d'aquest monument                                |
| Castell de Claravalls                                                  | BCIN 1610-MH    | Gòtic XVII                         | Tàrrega                                                   | 41° 42′ 10″ N, 1° 07′ 35″ E / 41.702805°N,1.126466°E | RI-51-0006501 | Castell de Claravalls (Tàrrega) · Vegeu més fotos d'aquest monument · Carregueu una nova foto d'aquest monument                              |
| Torre de la Guàrdia de Déu, Torre de la Guàrdia d'Urgell               | BCIN 4003-MH-EN | Romànic XII                        | Tornabous Pl. de la Torre, la Guàrdia                     | 41° 43′ 17″ N, 1° 03′ 22″ E / 41.721482°N,1.055993°E | IPA-30039     | Torre de la Guàrdia de Déu (Tornabous) · Vegeu més fotos d'aquest monument · Carregueu una nova foto d'aquest monument                       |
| Monestir de Santa Maria de Vallbona                                    | BCIN 235-MH-EN  | Romànic, gòtic XII-XIV, XV         | Vallbona de les Monges                                    | 41° 31′ 28″ N, 1° 05′ 18″ E / 41.524521°N,1.088196°E | RI-51-0000698 | Monestir de Santa Maria de Vallbona (Vallbona de les Monges) · Vegeu més fotos d'aquest monument · Carregueu una nova foto d'aquest monument |
| Castell de Montesquiu                                                  | BCIN 1707-MH    | Medieval                           | Vallbona de les Monges                                    | 41° 30′ 20″ N, 1° 07′ 09″ E / 41.505573°N,1.119256°E | RI-51-0006530 | Castell de Montesquiu (Vallbona de les Monges) · Vegeu més fotos d'aquest monument · Carregueu una nova foto d'aquest monument               |
| Castell de Rocallaura                                                  | BCIN 1708-MH    | Medieval                           | Vallbona de les Monges                                    | 41° 30′ 26″ N, 1° 08′ 54″ E / 41.507202°N,1.148312°E | RI-51-0006531 | Carregueu una nova foto d'aquest monument |
| Castell de Verdú                                                       | BCIN 1738-MH    | Romànic, gòtic XI                  | Verdú Pl. Bisbe Comelles                                  | 41° 36′ 39″ N, 1° 08′ 38″ E / 41.610855°N,1.143969°E | RI-51-0006535 | Castell de Verdú · Vegeu més fotos d'aquest monument · Carregueu una nova foto d'aquest monument                                             |
| Muralla de Verdú                                                       | BCIN 1751-MH    | XII-XIV, XVI-XVIII                 | Verdú                                                     | 41° 36′ 41″ N, 1° 08′ 36″ E / 41.61136°N,1.14338°E   | RI-51-0006536 | Muralla de Verdú · Vegeu més fotos d'aquest monument · Carregueu una nova foto d'aquest monument                                             |
| Església de Santa Maria de Vilagrassa, Església de l'Assumpció         | BCIN 440-MH-EN  | Romànic, gòtic XIII, XIV           | Vilagrassa                                                | 41° 38′ 54″ N, 1° 06′ 20″ E / 41.64838°N,1.10566°E   | IPA-509       | Església de Santa Maria de Vilagrassa (Vilagrassa) · Vegeu més fotos d'aquest monument · Carregueu una nova foto d'aquest monument           |

## Patrimoni arqueològic
| Monument                         | Protecció    | Estil/època | Localització | Coordenades                                          | Codi?      | Imatge                                                                            |
| -------------------------------- | ------------ | --- | ------------ | ---------------------------------------------------- | ---------- | --------------------------------------------------------------------------------- |
| Poblat ibèric del Molí d'Espígol | BCIN 3997-ZA | Lloc d'habitació amb estructures conservades, poblat. Lloc o centre de producció i explotació agrícola. camp de sitges. Lloc o centre de producció i explotació metal·lúrgia Ferro-Ibèric (-650/-50) | Tornabous    | 41° 42′ 32″ N, 1° 04′ 25″ E / 41.708787°N,1.073567°E | IPAPC-6746 | Poblat del Molí d'Espígol (Tornabous) · Carregueu una nova foto d'aquest monument |

A més, alguns monuments històrics estan inclosos també en l'Inventari del Patrimoni Arqueològic i Paleontològic de Catalunya (IPAPC) per tenir protegit igualment el seu subsol o l'entorn.